# 双斜线黄钩蛾
双斜线黄钩蛾（学名：Tridrepana flava）是鱗翅目钩蛾科的一种，体长11～14毫米，头部黄褐色，头顶有赭棕色毛丛，触角双栉形，橘红色。身体黄色，足黄褐色。翅长19～23毫米，前翅黄褐色，后翅黄色，有灰黑色新月形斑。有三个亚种：
- Tridrepana flava flava：产于印度；
- Tridrepana flava contracta：产于马来西亚和印度尼西亚；
- Tridrepana flava unita：印度尼西亚。[1]